# دینا فیتلسون
دینا فیتلسون (به عبری: דינה פייטלסון‎) که با نام دینا فیتلسون-شور (به عبری: דינה פייטלסון-שור‎) نیز شناخته می‌شود (زادهٔ ۱۹۲۶) یک معلم و محقق اسرائیلی در زمینه ترویج مطالعه بود.

## زندگی‌نامه
دینا شور در سال ۱۹۲۶ در وین به دنیا آمد و در سال ۱۹۳۴ به قیمومت بریتانیا بر فلسطین مهاجرت کرد. او در مدرسه عبری هرتزلیا تحصیل کرد و در سال ۱۹۴۴ فارغ‌التحصیل شد.
پس از فارغ‌التحصیلی در دانشگاه عبری اورشلیم در رشته فلسفه تحصیل کرد. تحصیلات او به دلیل جنگ ۱۹۴۸ اعراب و اسرائیل ناتمام ماند. در طول جنگ او از ناحیه سر آسیب دید.
پس از بازگشت به دانشگاه و فارغ‌التحصیلی به عنوان معلم دبستان و سپس به عنوان بازرس در وزارت آموزش اسرائیل مشغول به کار شد. به موازات آن، او همچنان در دانشگاه عبری اورشلیم، فعالیت در یک حرفه آکادمیک را ادامه داد. پس از آن، در سال ۱۹۷۳، پستی را در دانشگاه حیفا پذیرفت و در آنجا به عنوان استاد آموزشی مشغول به کار شد. او تا زمان مرگش در سال ۱۹۹۲ در آنجا به کار خود ادامه داد.

## جوایز
در سال ۱۹۵۳، فیتلسون اولین جایزه اسرائیل را در زمینه آموزش به دلیل پژوهش‌هایش در زمینه علل شکست کودکان در کلاس اول دریافت کرد. او اولین زنی بود که این جایزه را دریافت می‌کرد و همچنین جوانترین دریافت کننده این جایزه با ۲۷ سال سن بود.
کمی قبل از مرگش، فیتلسون به تالار مشاهیر ادبیات انجمن بین‌المللی کتابخوانی راه یافت.
در سال ۱۹۹۷، انجمن بین‌المللی مطالعه، جایزه پژوهشی دینا فیتلسون را برای گرامیداشت یاد دینا فیتلسون با به رسمیت شناختن مطالعات تجربی برجسته که به زبان انگلیسی در یک مجله منتشر می‌شدند را تأسیس کرد.

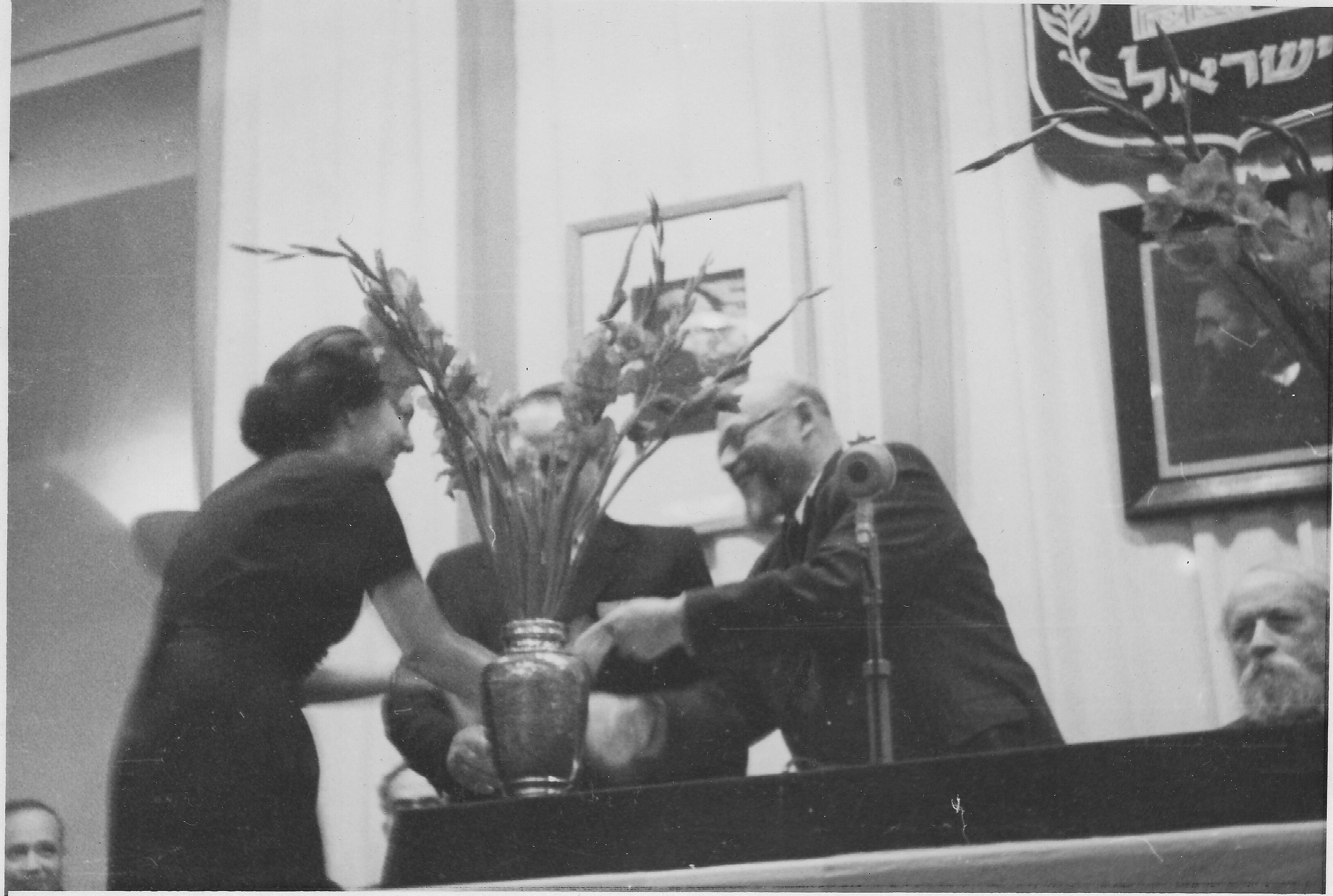
دینا فیتلسون در حال دریافت جایزه اسرائیل از وزیر آموزش اسرائیل

## کتاب‌ها
- ۱۹۵۳: علل شکست کودکان در کلاس اول: انتشارات اورشلیم، فروخته شده به موساد
- ۱۹۵۹: راهنمای آموزش خواندن در کلاس اول: انشارات اورشلیم، کریات، همراه با نویسندگی دینا فیتلسون و حمدا آسیو
- ۱۹۵۹: دوستان: انتشارات اورشلیم: کریات (داستانی برای کودکان)
- ۱۹۵۹: در روستای انتشارات اورشلیم، کریات (داستانی برای کودکان)
- ۱۹۵۹: در باغ وحش: انتشارات اورشلیم، کریات (داستانی برای کودکان)
- ۱۹۶۰: من نیز خواندم: انتشارات اورشلیم، کریات همراه با نویسندگی حمدا آسیو و دینا فیتلسون
- ۱۹۶۴: من قبلاً می‌خوانم: انتشارات اورشلیم، همراه با نویسندگی چاوا چرنوف، حمدا آسیو و دینا فیتلسون
- ۱۹۶۴: راه‌های بهبود آموزش زبان عبری در مدرسه ابتدایی: بر اساس تحقیقات مشاهده‌ای در کلاس چهارم، انتشارات اورشلیم، مدرسه آموزشی دانشگاه عبری و وزارت آموزش و پرورش و فرهنگ
- ۱۹۶۸: مدرسه و خانه والدین: انتشارات اورشلیم، وزارت آموزش و پرورش و فرهنگ - دبیرخانه آموزشی برای آموزش ابتدایی و تربیت معلم ویراستار: الیزر بارو
- ۱۹۷۷: بخش‌های خردسال-یک آزمایش آموزشی و درس‌های آن: ویراستاران: دینا فیتلسون و افرایم روشا وزارت آموزش و پرورش، دانشگاه حیفا
- ۱۹۸۶: توسعه بیان نوشتاری در بخش‌های خردسالی: همراه با نویسندگی دینا فیتلسون، یعقاب گوتولد، کشیش نچمانی، انتشارات اورشلیم، وزارت آموزش و پرورش و فرهنگ - دبیرخانه آموزشی - کمیته آموزش ابتدایی و بخش‌های پایه
- ۱۹۸۸: حقایق و مدها در شروع مطالعه دیدگاه متقابل زبان: انتشارات شرکت آبلکس